# KDE Plasma 5
KDE Plasma 5 (ケーディーイー・プラズマ・ファイブ) は、第5世代のKDEデスクトップ環境である。KDE Plasma 5はKDE Plasma 4の後継で、2014年7月15日に最初のバージョンがリリースされた。「Breeze」と呼ばれる新たなデフォルトテーマが採用され、デバイス間での連携の向上などが行われた。グラフィカルインタフェースはハードウェアアクセラレーションにOpenGLを利用するQMLに完全に移行し、性能の改善と消費電力の削減が達成された。

## 概要

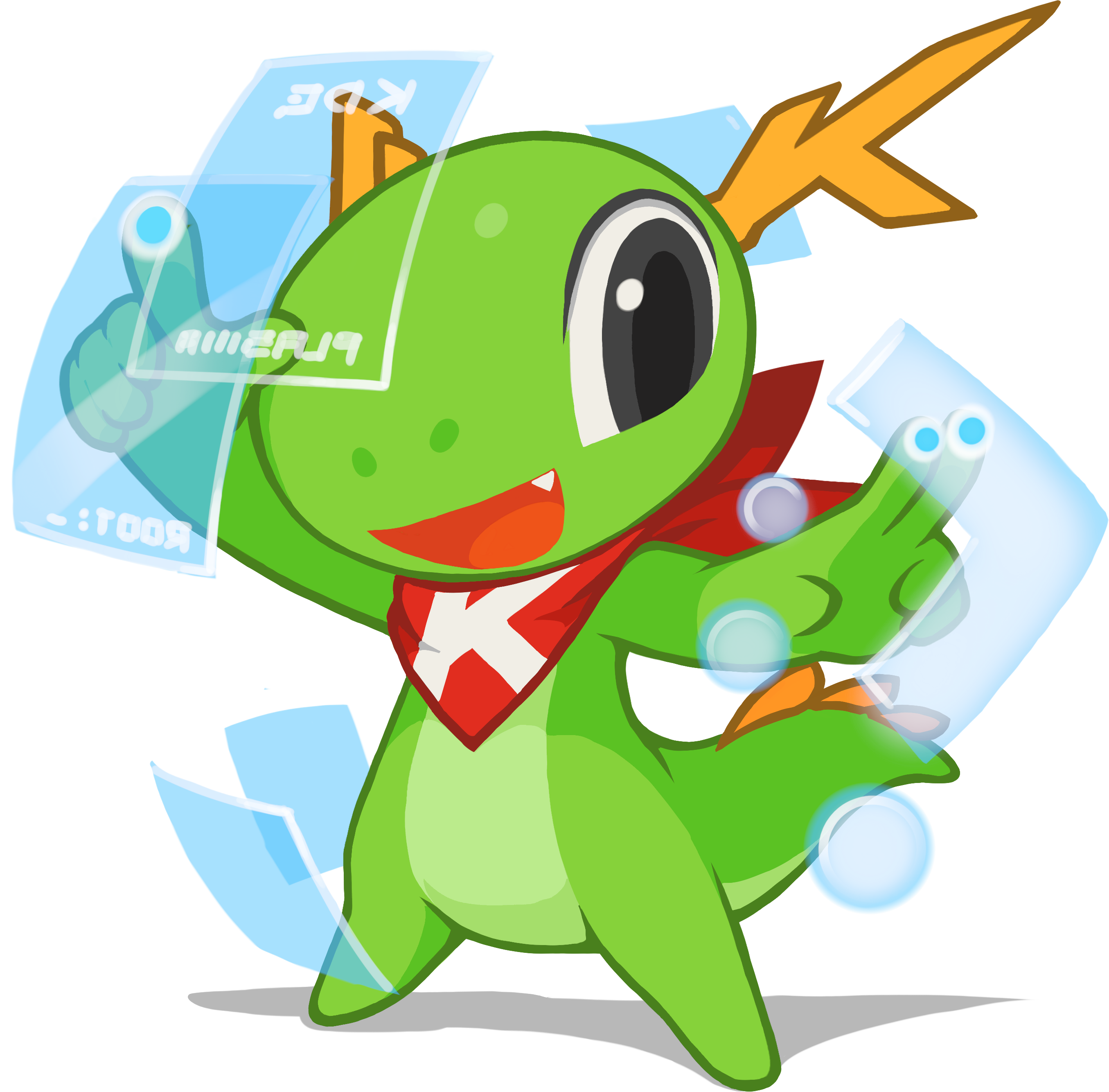
KDEのマスコットKonqiとPlasmaデスクトップ

### ソフトウェアアーキテクチャ
KDE Plasma 5はQt 5とKDE Frameworks 5を使用して構築されている。
HiDPIディスプレイのサポートが改善された。統合されたグラフィカルシェルが提供されており、使用中のデバイスに合わせてグラフィカルシェルを変更することができる。デスクトップはOpenGL ESベースのシーングラフを基盤としたハードウェアアクセラレーションに対応した新しいグラフィックススタックへの移行が行われた。KDE Plasma 5ではKDE Plasma 4のQt Quickからの移行が行われた。Qt 5のQt Quick 2は、ハードウェアアクセラレーションされたOpenGL ESのシーングラフを利用して画面上に描画を行う。これによって、描画処理をGPUに負担させることが可能となり、CPUの計算資源を開放することで電力効率が向上した。

### ウィンドウシステム

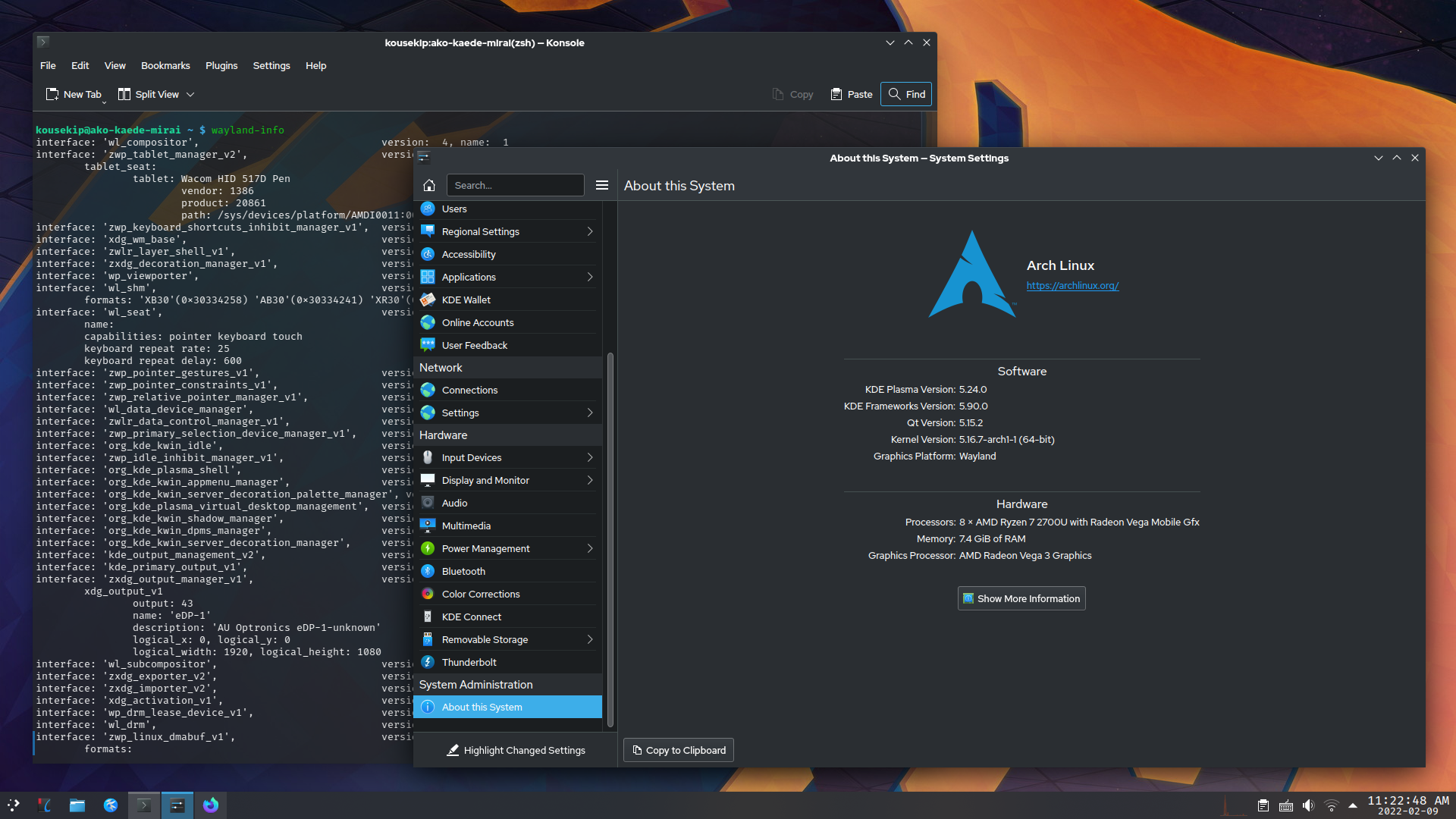
KDE PlasmaのWaylandデスクトップ

KDE Plasma 5はX Window SystemとWaylandを使用している。Waylandの初期サポートはバージョン5.4から利用可能になった。基本的なWaylandの機能のサポートはバージョン5.5から対応した。

### 開発
KDE Software CompilationをKDE Frameworks 5とKDE Plasma 5とKDE Applicationsに分割して以降、各プロジェクトは独自の開発ペースを選択することができるようになった。KDE Plasma 5は3箇月ごとに機能の更新が行われ、その間にバグフィックスが行われたバージョンがリリースされるという独自のリリーススケジュールを採用している。

## 特徴
- KRunner - アプリケーションの起動やファイル・ディレクトリの検索ができる。また、外国為替の換算や計算機としても利用できる[8]。
- アクティビティ - 独自のレイアウトと機能を持つ仮想デスクトップ。
- マルチモニターに対応したデスクトップ・レイアウト・パネルのカスタマイズ機能。
- 「Plasmoids」とよばれるウィジェットをパネルまたはデスクトップに追加することができる。
- Dolphin - ファイル名を一括して改名する機能は、コンテキストメニューに新しい機能を追加する「サービスメニュー」から追加できる[9]。
- セッションの管理
- スクリーンショットの撮影

## Plasma Mobile
Plasma Mobile (プラズマ・モバイル) は、スマートフォン向けのモバイルオペレーティングシステムである。
Plasma Activeをタブレットにリリースする計画が失敗に終わった後に、スマートフォン向けのプロジェクトとして開始された。
Plasma Mobileは2015年7月25日に開催されたAkademyで公式に発表され、Nexus 5で動作するプロトタイプが公開された。Plasma MobileはWayland上で動作し、Ubuntu TouchアプリケーションやAndroidアプリケーションと互換性がある。
Plasma MobileはNexus 5やNexus 5Xで動作するほか、postmarketOSがサポートしているデバイスでも動作する。

## 歴史
最初の技術プレビューは2013年12月13日にリリースされた。2014年7月15日、Plasma 5.0がリリースされた。2015年にはFedora・Kubuntu・openSUSEなどで採用された。

### リリース履歴
4箇月ごと (バージョン5.8までは3箇月ごと) に機能の更新が行われ、その間にバグフィックスが行われたバージョンがリリースされる。
| リリース履歴                                           | リリース履歴   | リリース履歴 |
| バージョン                                             | 日付           | 主な特徴 |
| ------------------------------------------------------ | -------------- | --- |
| 5.0                                                    | 2014年7月15日  | 最初のリリース。 |
| 5.1                                                    | 2014年10月15日 | KDE Plasma 4から機能を移植。 |
| 5.2                                                    | 2015年1月27日  | 新しいコンポーネント： - BlueDevil：Bluetooth機能をKDE Plasma 5に統合。 - KSSHAskPass：KWalletにSSH鍵のパスワードを格納する「ssh-add」のフロントエンド - Muon：「apt-xapianインデックス」と「Synaptic検索アルゴリズム」を利用した、Debian向けパッケージ管理システムのコレクション。 - sddm-kcm.git：SDDMのテーマ設定を行うためのモジュール。 - KScreen：KDEの最新の画面管理プログラム。 - kde-gtk-config.git：GTK+の設定を行う。 - KDecoration：画面装飾を行うためのプラグインベースのライブラリ。 |
| 5.3                                                    | 2015年4月28日  | 「Plasma Media Center」の技術プレビュー。新しいBluetoothとタッチパッドのアプレット。強化された電源管理システム。 |
| 5.4                                                    | 2015年8月25日  | 初期のWaylandWaylandセッション。新しいQMLベースの音量アプレットと全画面アプリケーションランチャー。 |
| 5.5                                                    | 2015年12月8日  | Waylandの対応の改善。 |
| 5.6                                                    | 2016年3月22日  | セキュリティの強化。 |
| 5.7                                                    | 2016年7月5日   | Waylandの基本的なワークフローが完全に機能するようになった。自動仮想キーボード。 |
| 5.8 LTS                                                | 2016年10月4日  | 長期サポート版。 |
| 5.9                                                    | 2017年1月31日  | Waylandの改善。グローバルメニュー。 |
| 5.10                                                   | 2017年5月30日  | パフォーマンスの改善。 |
| 5.11                                                   | 2017年11月7日  | システム設定の再設計通知の履歴。「Plasma Vault」の追加。Waylandの改善。 |
| 5.12 LTS                                               | 2018年2月6日   | 安定性と動作速度の向上。Waylandの改善。 |
| 5.13                                                   | 2018年6月12日  | KDEプロジェクト以外で開発されているウェブブラウザとの統合。新しいロック画面とログイン画面。外観の改善。追加のディスプレイを接続したとき、画面レイアウト選択ダイアログが表示されるように。 |
| 5.14                                                   | 2018年10月9日  | |
| 5.15                                                   | 2019年2月12日  | |
| 5.16                                                   | 2019年6月11日  | |
| 5.17                                                   | 2019年10月15日 | |
| 5.18 LTS                                               | 2020年2月11日  | |
| 5.19                                                   | 2020年6月9日   | |
| 5.20                                                   | 2020年10月13日 | |
| 5.21                                                   | 2021年2月16日  | |
| 5.22                                                   | 2021年6月8日   | |
| 凡例サポート終了サポート中現行バージョン将来のリリース |                | |

## ギャラリー

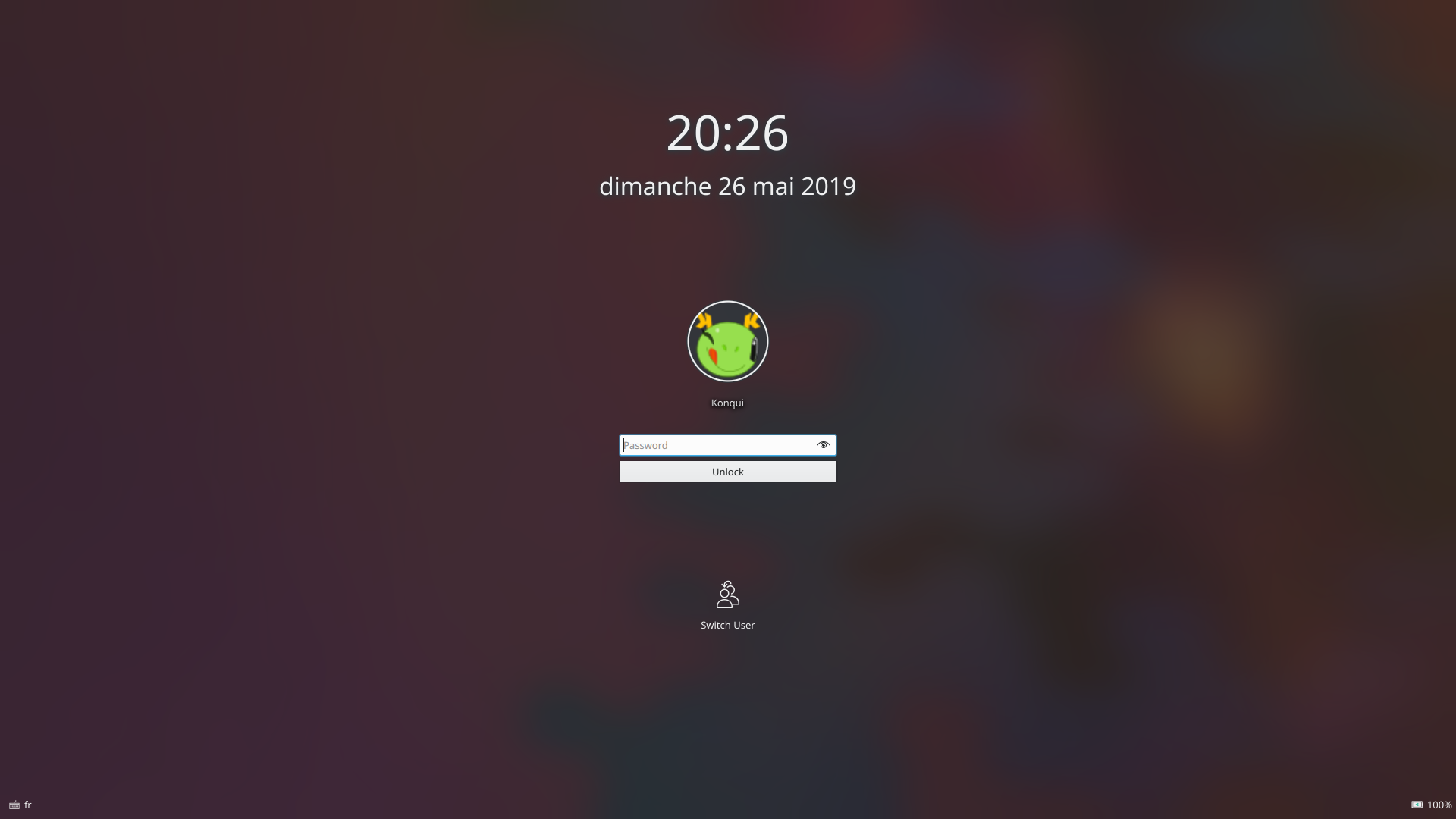
デフォルトのロック画面
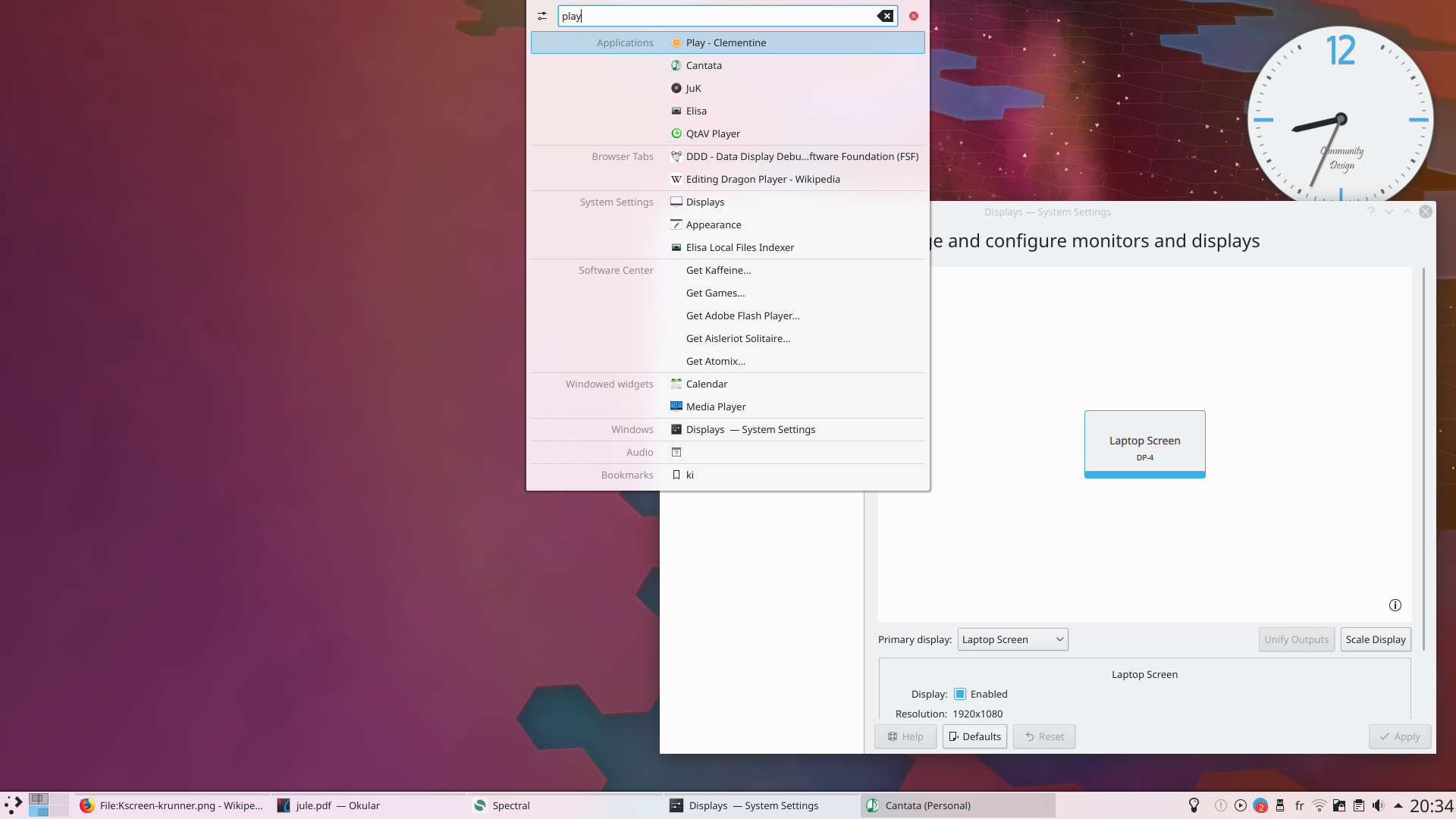
KRunnerとディスプレイ管理
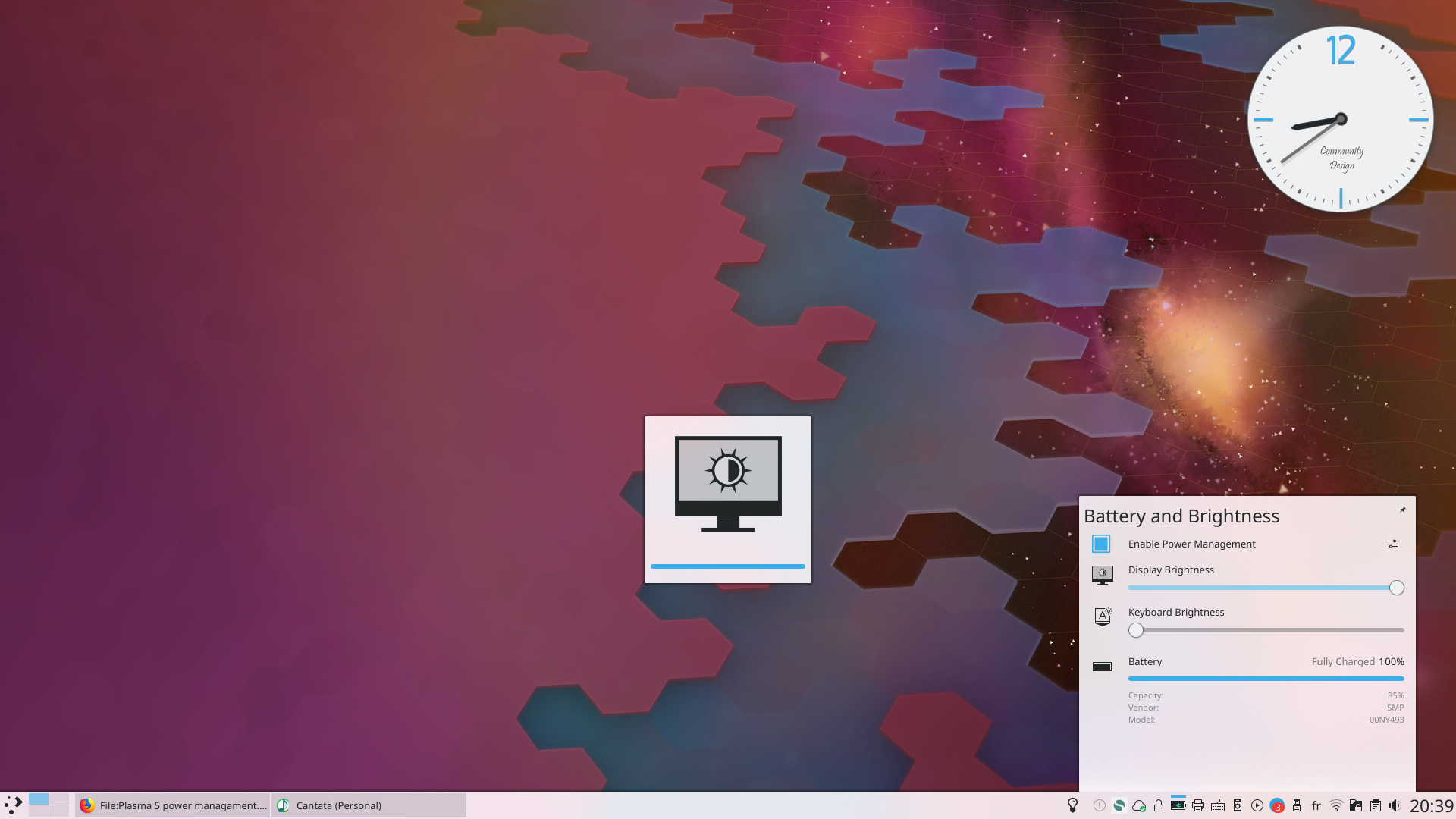
電源管理とキーボードの明るさの調整
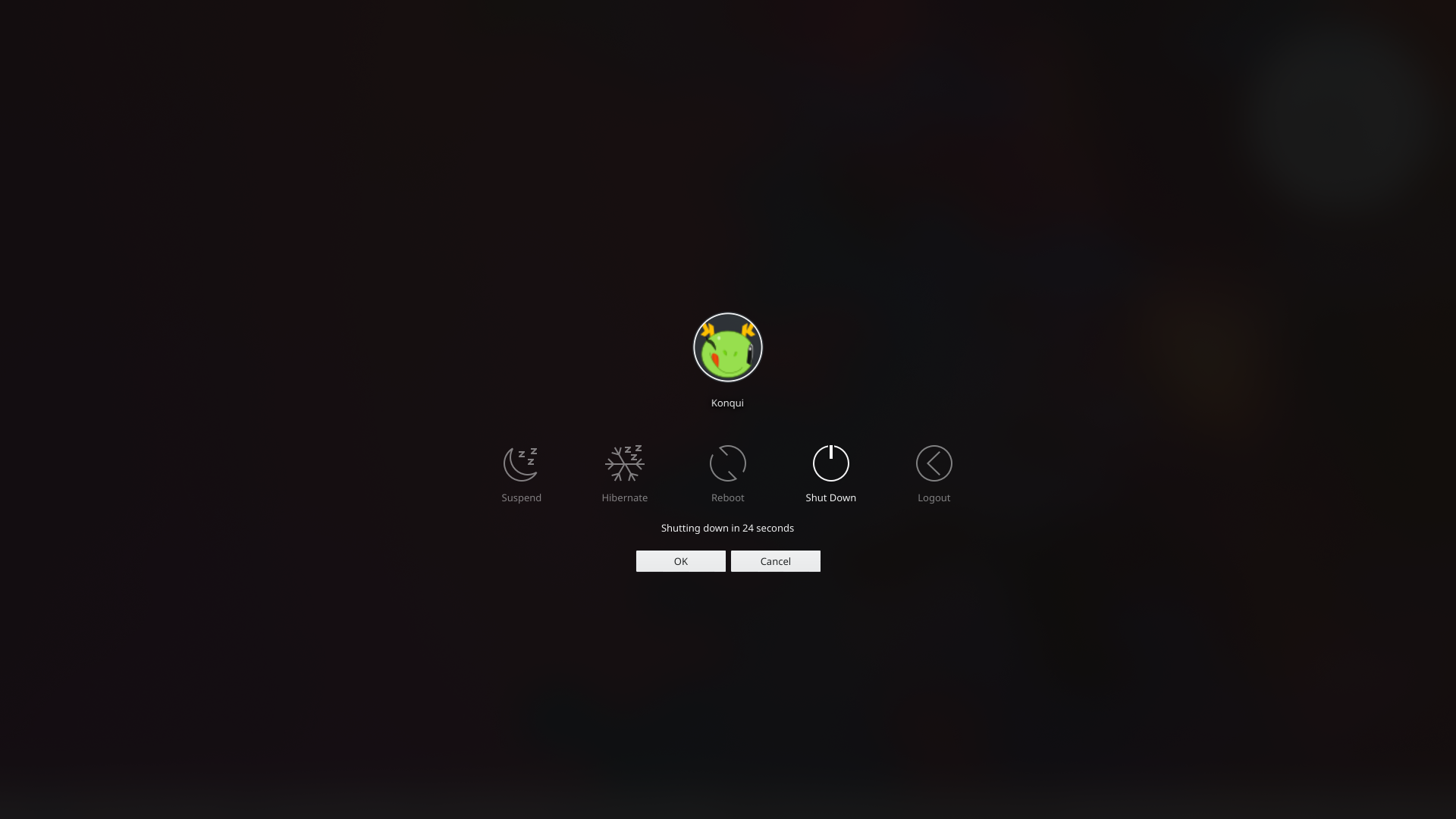
シャットダウン画面
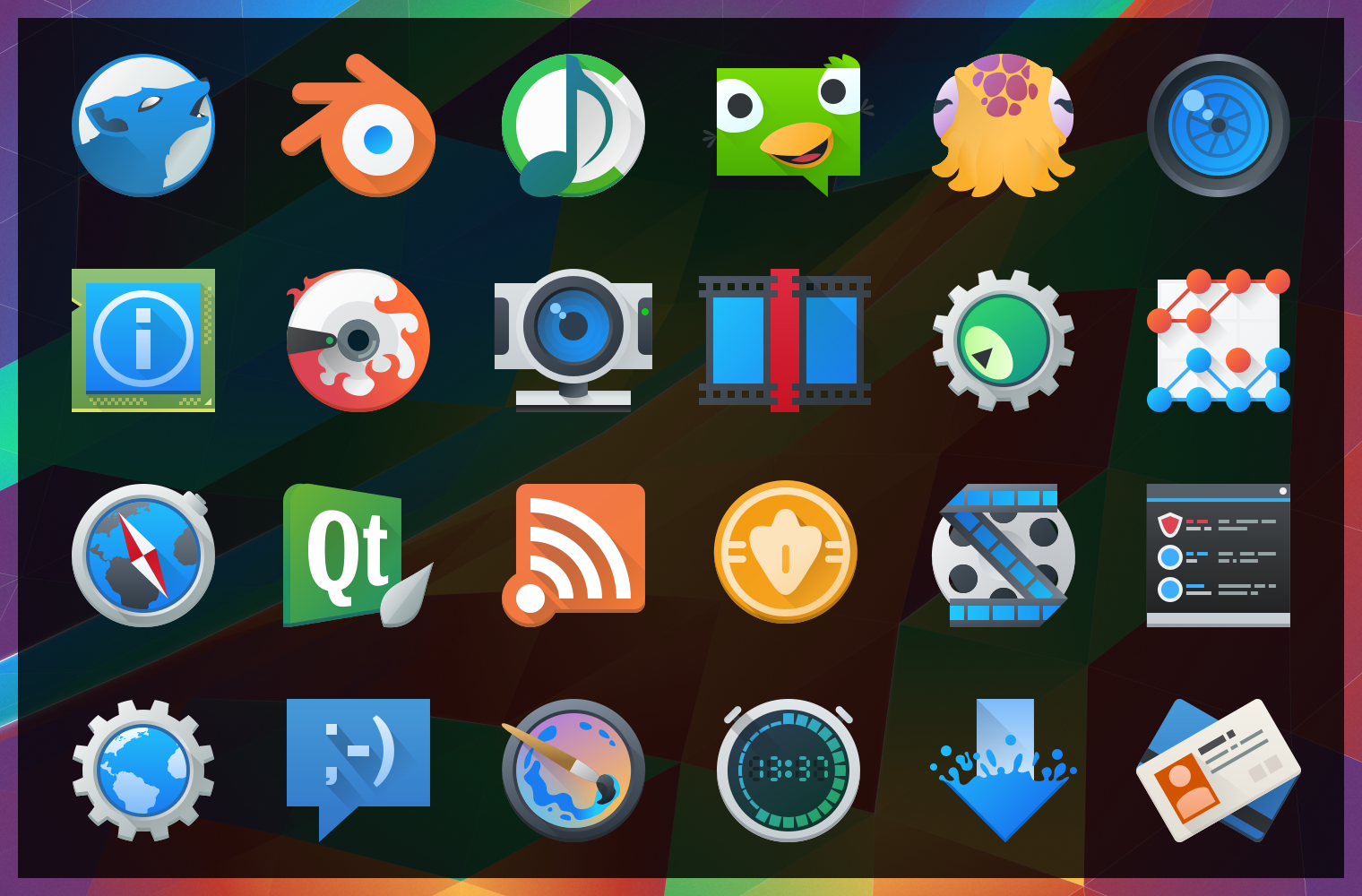
Breezeアイコン
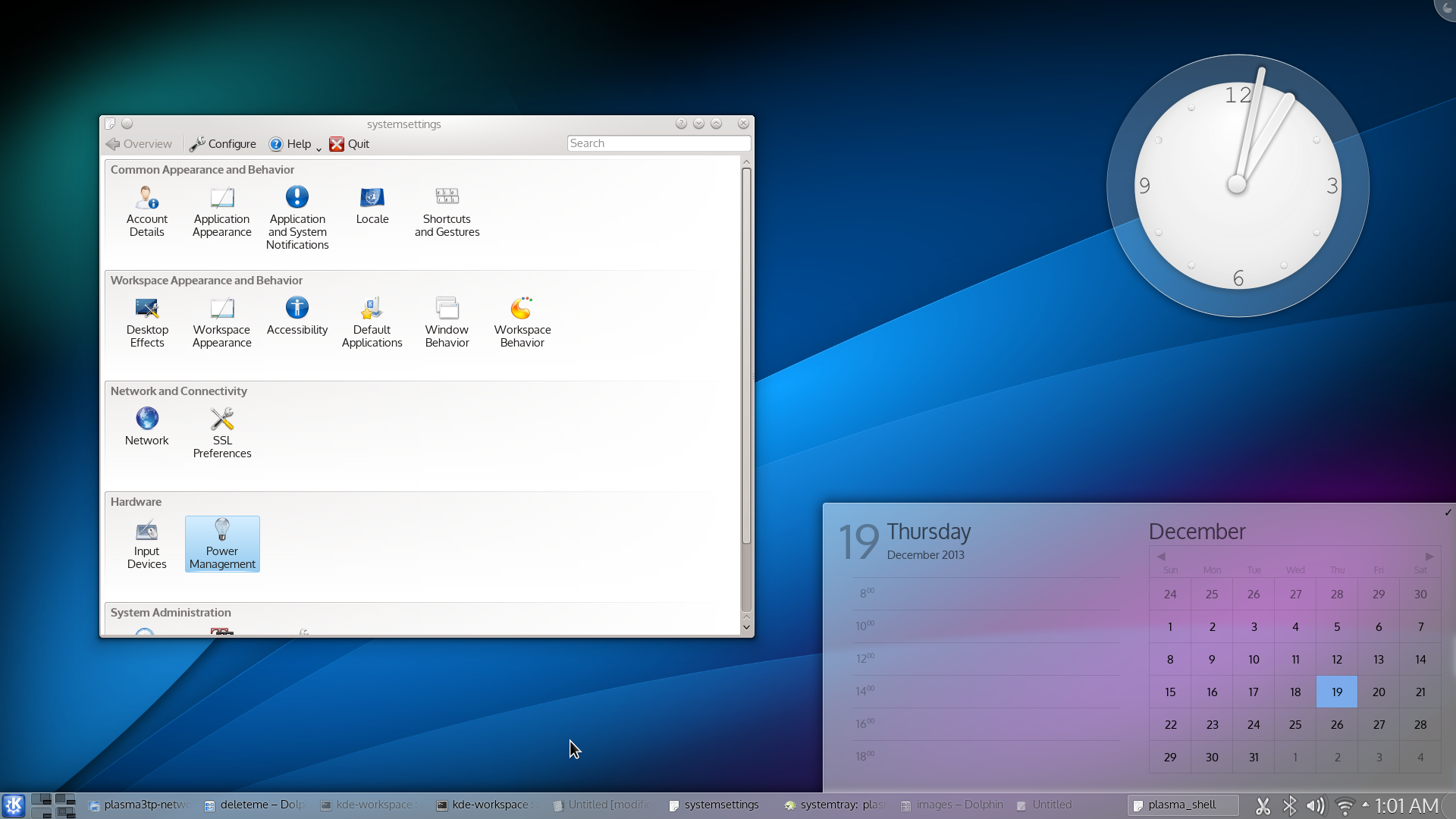
最初の技術プレビュー